# Herly (Pas-de-Calais)
Herly é uma comuna francesa na região administrativa de Altos da França, no departamento de Pas-de-Calais. Estende-se por uma área de 16,3 km². Em 2010 a comuna tinha 312 habitantes (densidade: 19,1 hab./km²).